# Personlighedspsykologi
Personlighedspsykologi er den del af psykologien, der beskæftiger sig med menneskets personlighed, følelser, forestillinger og viljesliv.

## Forståelse for personligheder
Personlighedspsykologi er en underkategori af psykologi, der fokuserer på personlighed og dets individuelle forskelle. Personlighedspsykologi handler bl.a. om individers psykologiske processer/udvikling, menneskets natur og undersøgelsen af forskellige menneskers forskelle inden for de nævnte emner. Da personlighed er hovedemnet i personlighedspsykologi, er der adskillige underemner der automatisk bliver relevant for psykologien. Personlighedspsykologi stiller derfor spørgsmål til de forskellige ord og hvilken virkning de har på personligheden, eller omvendt. Det gælder blandt andet:
- Følelser
- Motivationer
- Opførelser
- Tanker
- Sociale tilpasninger

De nævnte ord har indflydelse på personligheden og omvendt. Blandingen af følelser, tanker, motivationer, opførelser og tilpasninger er med til at konstruere personligheden, som bagefter fremviser forskellige attituder, afhængig af bl.a. den sociale tilpasning i den givne situation. Forståelsen for de sammensætninger er gennem tiderne blev set på biologisk, humanistisk, evolutionistisk og andre måder. Det er dog normalt og ofte bedst at se på personlighedskonstruktionen fuldkommen eklektisk (sammensat, flere sider).[kilde mangler] 
Dog er personlighedspsykologi lignende med andre psykologier på flere punkter. Da psykologi ikke er en videnskab med udelukkende konkrete fakta, er der adskillige formodninger/konklusioner, hvor teoretikere er ufattelig uenige. 
Derfor kan psykologi godt handle om argumentation for dine iagttagelser, hvilke specielt kan være tilfældet i samfundsrelateret psykologier, som sociologi. Ud fra de modsigende formodninger, er empirisk viden fx et nyttigt virkemiddel, hvilke har ændret tidligere ideer til konkret information om menneskets adfærdsmønster.

## Skoler og retninger
- Psykoanalysen
- Trækteori